# Tetrastigma diepenhorstii
Espèce
Classification APG III (2009)
Tetrastigma diepenhorstii est une espèce de plantes de la famille des Vitaceae décrite pour la première fois par Friedrich Anton Wilhelm Miquel et a reçu son nom actuel par Latiff. Tetrastigma diepenhorstii fait partie du genre Tetrastigma et de la famille des plants de vigne. Aucune sous-espèce n'est répertoriée dans le catalogue de la vie.